# Ricardo Phillips Hinds
Ricardo Antonio Phillips Hinds (n. Ciudad de Panamá; 6 de mayo de 2001) es un futbolista panameño. Juega de centrocampista y su equipo actual es Delfín Sporting Club de la Serie A de Ecuador.

## Trayectoria

### Inicios
Comenzó su carrera en las divisiones juveniles del Chorrillo Fútbol Club.

### F. C. DAC 1904 Dunajská Streda
El 16 de agosto de 2019 fue anunciado como nuevo jugador del FC DAC 1904 Dunajská Streda. El club lo mandó a la sub-19 disputando algunos partidos con dicha categoría.
El 1 de enero de 2020 regreso al FC DAC 1904 Dunajská Streda después de su cesión en el Šamorín. Hinds hizo su debut profesional en la Fortuna Liga con el FC DAC 1904 Dunajská Streda el 16 de febrero de 2020 en el empate 0 a 0 contra el FK Senica en el MOL Aréna en donde fue titular y jugó hasta el minuto 56. En la Copa de Eslovaquia 2019-20 estuvo en la banca en 1 partido en donde fueron eliminados en las semifinales en un marcador global de 1 a 4 contra el MFK Ružomberok en donde no estuvo convocado en los ninguno de los 2 partidos. En la Superliga de Eslovaquia 2019-20 jugó 3 partidos en donde quedaron en la tercera posición del grupo de campeonato clasificándose a la Primera ronda de la Liga Europa de la UEFA 2020-21.

### F. C. ŠTK 1914 Šamorín
El 11 de octubre de 2019 fue anunciado su cesión al FC ŠTK 1914 Šamorín. En la 2. liga 2019-20 estuvo en la banca en 2 partidos en donde quedaron en la duodécima posición salvándose del descenso.

### MFK Zemplín Michalovce
El 29 de julio de 2020 fue anunciado su cesión al MFK Zemplín Michalovce. Debutó con el club el 8 de agosto de 2020 en la derrota 0 a 2 contra el FC Spartak Trnava en el Mestský futbalový štadión Zemplín Michalovce en donde fue titular y jugó todo el partido. En la Copa de Eslovaquia 2020-21 jugó 1 partido en donde fueron eliminados en la cuarta ronda en donde empataron 1 a 1 contra el FC Košice en el Futbalový štadion NTC Poprad en donde fue titular y jugó hasta el minuto 46. En la Superliga de Eslovaquia 2020-21 jugó 21 partidos y anotó 2 goles en donde quedaron en la cuarta posición del grupo del descenso salvándose de descender.

### Club Deportivo del Este
El 16 de junio de 2021 fue anunciado como nuevo jugador del Club Deportivo del Este. Debutó con el club el 8 de agosto de 2021 en el empate 0 a 0 contra el CD Árabe Unido en el Estadio Maracaná de Panamá en donde fue titular y jugó todo el partido. En el Torneo Clausura 2021 jugó 12 partidos y anotó 3 goles en donde quedaron en la cuarta posición de la conferencia este quedándose a un paso de clasificarse a los playoff.

### 9 de Octubre F. C.
El 23 de diciembre de 2021 fue anunciado en 9 de Octubre Fútbol Club de la Serie A de Ecuador. En un préstamo por un año con opción de compra. En la Copa Sudamericana 2022 jugó 6 partidos y anotó 1 gol  en donde fueron eliminados en las fase de grupos en donde quedaron en la última posición del grupo E. fue subcampeón de la Copa Ecuador 2022 en donde perdieron la final 3 a 1 contra el Independiente del Valle en el estadio Olímpico Atahualpa en donde estaba con la selección sub-20 de Panamá, en dicho torneo jugó 3 partidos y dio 1 asistencias. En la Serie A de Ecuador 2022 jugó 22 partidos anotó 1 gol y dio 2 asistencias en donde quedaron en la última posición en la tabla acumulativa descendiendo a la Serie B de Ecuador. Al final no llegaron a un acuerdo el jugador y el equipo.

### Potros del Este
El 1 de enero de 2023 se anunció su regreso a los Potros del Este. Disputó su primer partido después de su regreso el 20 de febrero de 2023 en la derrota 1 a 2 contra el CD Plaza Amador en el estadio Javier Cruz en donde fue suplente y entró al minuto 70 por César Yanis. En el Torneo Apertura 2023 jugó 9 partidos y anotó 2 goles en donde quedaron en la cuarta posición de la conferencia este quedándose a un paso de clasificarse a los playoff. En el Torneo Clausura 2023 jugó 9 partidos, anotó 1 gol y dio 5 asistencias en donde quedaron en la última posición.

### C. D. Plaza Amador
El 5 de diciembre de 2023 fue anunciado como nuevo jugador del CD Plaza Amador. Debutó con el club el 3 de febrero de 2024 en la victoria 0 a 2 contra el Alianza FC en el estadio Javier Cruz en donde fue titular y jugó todo el partido. Fue subcampeón del Torneo Apertura 2024 en donde perdieron la final 2 a 0 contra el estadio Rommel Fernández en donde titular y jugó todo el partido, en dicho torneo jugó 15 partidos y anotó 6 goles.

### Delfín S. C.
El 18 de julio de 2024 fue anunciado como nuevo jugador del Delfín Sporting Club.

## Vida personal
Es hijo del exfutbolista panameño Ricardo Phillips.

## Selección nacional

### Categorías inferiores
El 23 de mayo de 2022 fue convocado por el técnico David Dóniga Lara para disputar con la selección sub-21 de Panamá el Torneo Maurice Revello de 2022 en donde jugó 4 partidos y anotó 1 gol en donde quedaron en la séptima posición después de ganarle 4 a 1 contra Comoras en el Stade d'Honneur en donde fue titular, anotó el primer gol del equipo al minuto 43 y jugó hasta el minuto 72. Fue convocado por la selección sub-23 de Panamá para el Torneo Maurice Revello de 2023 en donde salieron campeón en donde le ganaron la final 4 a 1 contra México en el Stade Marcel Roustan en donde fue titular, anotó el primer gol del equipo de penal al minuto 41 y jugó todo el partido, en dicho torneo jugó 5 partidos y anotó 1 gol. También para el Torneo Maurice Revello de 2024 en donde jugó 3 partidos y anotó 1 gol en donde quedaron en la séptima posición en donde le ganaron 4 a 3 en las tandas de los penales después de quedar un marcador 1 a 1 en el tiempo regular contra Arabia Saudita en el Stade René Gimet en donde fue titular, jugó todo el partido y anotó su gol en las tandas de los penales.

### Selección Absoluta
Debutó con la selección absoluta de Panamá el 10 de noviembre de 2022 en el empate 1 a 1 contra el Arabia Saudita en el Estadio Al-Nahyan en donde fue titular y jugó hasta el minuto 46 en un partido amistoso. En la Liga de Naciones de la Concacaf 2023-24 estuvo como suplente en 1 partido en donde quedaron en el cuarto lugar después de perder 0 a 1 contra Jamaica en el AT&T Stadium en donde no estuvo convocado.

### Participaciones en selección nacional
| Copa                        | Categoría | Sede     | Resultado    | Partidos | Goles |
| --------------------------- | --------- | -------- | ------------ | -------- | ----- |
| Torneo Maurice Revello 2022 | Sub-21    | Francia  | 7.º lugar    | 4        | 1     |
| Torneo Maurice Revello 2023 | Sub-23    | Francia  | Campeón      | 4        | 0     |
| Liga de Naciones 2023-24    | Mayor     | Concacaf | Cuarto lugar | 0        | 0     |
| Torneo Maurice Revello 2024 | Sub-23    | Francia  | 7.º lugar    | 3        | 1     |

## Estadísticas

### Clubes
Actualizado al último partido disputado el 9 de abril de 2025.
| Club                                        | Div.          | Temporada     | Liga  | Liga  | Copas nacionales | Copas nacionales | Copas internacionales | Copas internacionales | Total | Total |
| Club                                        | Div.          | Temporada     | Part. | Goles | Part.            | Goles            | Part.                 | Goles                 | Part. | Goles |
| ------------------------------------------- | ------------- | ------------- | ----- | ----- | ---------------- | ---------------- | --------------------- | --------------------- | ----- | ----- |
| Šamorin · Eslovaquia                        | 2.ª           | 2019-20       | 0     | 0     | —                | —                | —                     | —                     | 0     | 0     |
| Šamorin · Eslovaquia                        | Total club    | Total club    | 0     | 0     | 0                | 0                | 0                     | 0                     | 0     | 0     |
| F. C. D. A. C. Dunajská Streda · Eslovaquia | 1.ª           | 2020-21       | 3     | 0     | 0                | 0                | ―                     | ―                     | 3     | 0     |
| F. C. D. A. C. Dunajská Streda · Eslovaquia | Total club    | Total club    | 3     | 0     | 0                | 0                | 0                     | 0                     | 3     | 0     |
| M. F. K. Zemplín Michalovce · Eslovaquia    | 1.ª           | 2020-21       | 21    | 2     | 1                | 0                | ―                     | ―                     | 22    | 2     |
| M. F. K. Zemplín Michalovce · Eslovaquia    | Total club    | Total club    | 21    | 2     | 1                | 0                | 0                     | 0                     | 22    | 2     |
| Potros del Este · Panamá                    | 1.ª           | 2020-21       | 12    | 3     | —                | —                | —                     | —                     | 12    | 3     |
| 9 de Octubre F. C. · Ecuador                | 1.ª           | 2022          | 22    | 1     | 3                | 0                | 6                     | 1                     | 31    | 2     |
| 9 de Octubre F. C. · Ecuador                | Total club    | Total club    | 22    | 1     | 3                | 0                | 6                     | 1                     | 32    | 2     |
| Potros del Este · Panamá                    | 1.ª           | 2023          | 18    | 3     | —                | —                | —                     | —                     | 18    | 3     |
| Potros del Este · Panamá                    | Total club    | Total club    | 30    | 6     | 0                | 0                | 0                     | 0                     | 30    | 6     |
| C. D. Plaza Amador · Panamá                 | 1.ª           | 2024          | 15    | 6     | —                | —                | —                     | —                     | 15    | 6     |
| C. D. Plaza Amador · Panamá                 | Total club    | Total club    | 15    | 6     | 0                | 0                | 0                     | 0                     | 15    | 6     |
| Delfín S. C. · Ecuador                      | 1.ª           | 2024          | 9     | 2     | 2                | 0                | —                     | —                     | 11    | 2     |
| Delfín S. C. · Ecuador                      | 1.ª           | 2025          | 8     | 1     | 0                | 0                | —                     | —                     | 8     | 1     |
| Delfín S. C. · Ecuador                      | Total club    | Total club    | 17    | 3     | 2                | 0                | 0                     | 0                     | 19    | 3     |
| Total carrera                               | Total carrera | Total carrera | 108   | 18    | 6                | 0                | 6                     | 1                     | 120   | 19    |
| 1. 2.                                       |               |               |       |       |                  |                  |                       |                       |       |       |